# دوره بازگشت
دوره بازگشت به برآورد احتمال روی‌دادن یک پدیده مانند زمین‌لرزه، سیل یا تغییرات دبی رودخانه گفته می‌شود. معمولاً محاسبه و برآورد دوره بازگشت بر پایه اندازه‌گیری آماری داده‌های تاریخی به منظور دست‌یابی به میانگین زمان تکرار پدیده در یک دوره زمانی است و برای تحلیل خطر بروز یک پدیده مورد استفاده قرار می‌گیرد.